# Tobias Damsgaard
Tobias Damsgaard (Aarhus, 3 agosto 1998) è un ex calciatore danese, di ruolo difensore.

## Caratteristiche tecniche
È un terzino destro.

## Carriera
Cresciuto nel settore giovanile del Randers, fa il suo esordio il 19 novembre 2017 in occasione dell'incontro di Superligaen vinto 3-1 contro il Lyngby. Il 31 gennaio 2020 viene ceduto in prestito fino al termine della stagione al Vendsyssel, in 1. Division; il 18 maggio il club annuncia di aver trovato un accordo per il trasferimento a titolo definitivo al termine della stagione, operazione divenuta ufficiale il 22 luglio seguente con la firma di un contratto triennale.

## Statistiche
Statistiche aggiornate al 14 febbraio 2021.

### Presenze e reti nei club
| Stagione          | Squadra           | Campionato        | Campionato | Campionato | Coppe nazionali | Coppe nazionali | Coppe nazionali | Coppe continentali | Coppe continentali | Coppe continentali | Altre coppe | Altre coppe | Altre coppe | Totale | Totale | Totale |
| Stagione          | Squadra           | Comp              | Pres       | Reti       | Comp            | Pres            | Reti            | Comp               | Pres               | Reti               | Comp        | Pres        | Reti        | Pres   | Reti   |        |
| ----------------- | ----------------- | ----------------- | ---------- | ---------- | --------------- | --------------- | --------------- | ------------------ | ------------------ | ------------------ | ----------- | ----------- | ----------- | ------ | ------ | ------ |
| 2017-2018         | Randers           | SL                | 9+2        | 0          | CD              | 1               | 0               |                    | -                  | -                  |             | -           | -           | 12     | 0      |        |
| 2018-2019         | Randers           | SL                | 12         | 0          | CD              | 0               | 0               |                    | -                  | -                  |             | -           | -           | 12     | 0      |        |
| 2019-gen. 2020    | Randers           | SL                | 3          | 0          | CD              | 1               | 0               |                    | -                  | -                  |             | -           | -           | 4      | 0      |        |
| Totale Randers    | Totale Randers    | Totale Randers    | 26         | 0          |                 | 2               | 0               |                    | -                  | -                  |             | -           | -           | 28     | 0      |        |
| gen.-giu. 2020    | Vendsyssel        | 1D                | 15         | 0          | CD              | 0               | 0               |                    | -                  | -                  |             | -           | -           | 15     | 0      |        |
| 2020-2021         | Vendsyssel        | 1D                | 3          | 0          | CD              | 0               | 0               |                    | -                  | -                  |             | -           | -           | 3      | 0      |        |
| Totale Vendsyssel | Totale Vendsyssel | Totale Vendsyssel | 18         | 0          |                 | 0               | 0               |                    | -                  | -                  |             | -           | -           | 18     | 0      |        |
| Totale carriera   | Totale carriera   | Totale carriera   | 44         | 0          |                 | 2               | 0               |                    | -                  | -                  |             | -           | -           | 46     | 0      |        |